# Mycena renati
Mycena renati (Lucien Quélet, 1886), sin. Mycena flavipes (Lucien Quélet, 1873) din încrengătura Basidiomycota, în familia Mycenaceae și de genul Mycena, denumită în popor capotă frumoasă, este o  specie saprofită de ciuperci necomestibile. Acest burete foarte comun se dezvoltă în România, Basarabia și Bucovina de Nord, de la deal la munte, preferat pe vreme umedă precum în regiuni calcaroase, adesea în mase, crescând în mănuchiuri prin povârnișuri și râpe de păduri de foioase și mixte, aproape numai pe trunchiuri și substrat lemnos în descompunere de fag. Timpul fructificării este din mai până în octombrie (noiembrie).
Numele generic este derivat din cuvântul de limba greacă veche (greacă veche μύχης=ciupercă, burete), iar epitetul  a fost creat de Lucien Quelet (vezi mai jos). 

## Taxonomie

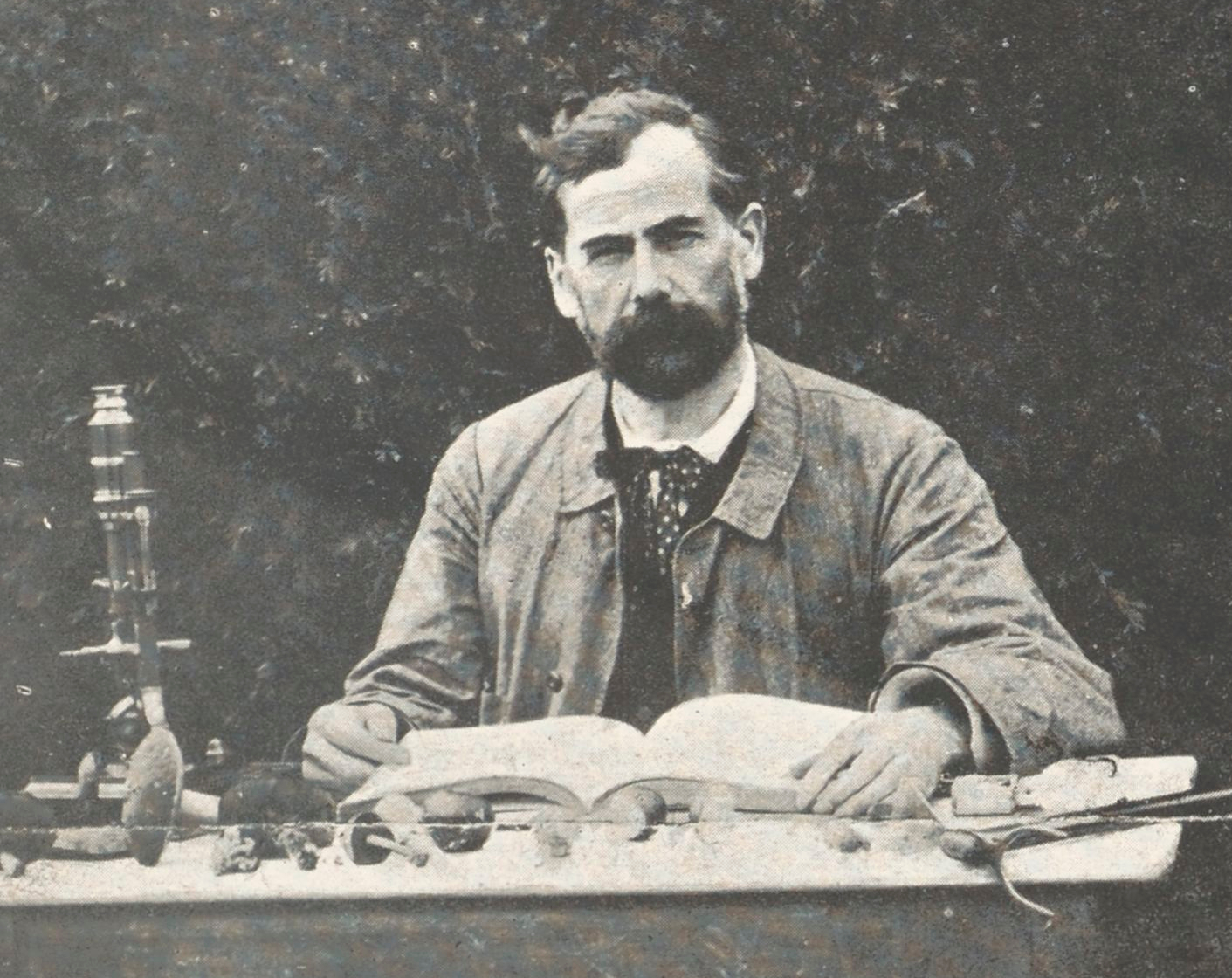
Lucien Quelet

Numele binomial a fost determinat drept Mycena flavipes de renumitul micolog francez (Lucien Quélet în lucrarea sa Les champignons du Jura et des Vosges,  publicată în volumul 5 al Mémoires de la Société d’Émulation de Montbéliard din 1873 și transcris în 1886 de el însuși în taxonul valabil până în prezent (2024), anume  Mycena renati, de verificat în cartea sa Enchiridion Fungorum in Europa Media et Praesertim in Gallia Vigentium. 
Quélet a denumit specia sub epitetul renati în onoarea fiului său René (franceză René=latină Renatus) pe care o descoperise în Munții Jura francezi, subliniind în descrierea sa relația strânsă cu Mycena galericulata. 
Alte încercări de redenumire nu au fost făcute.

## Descriere

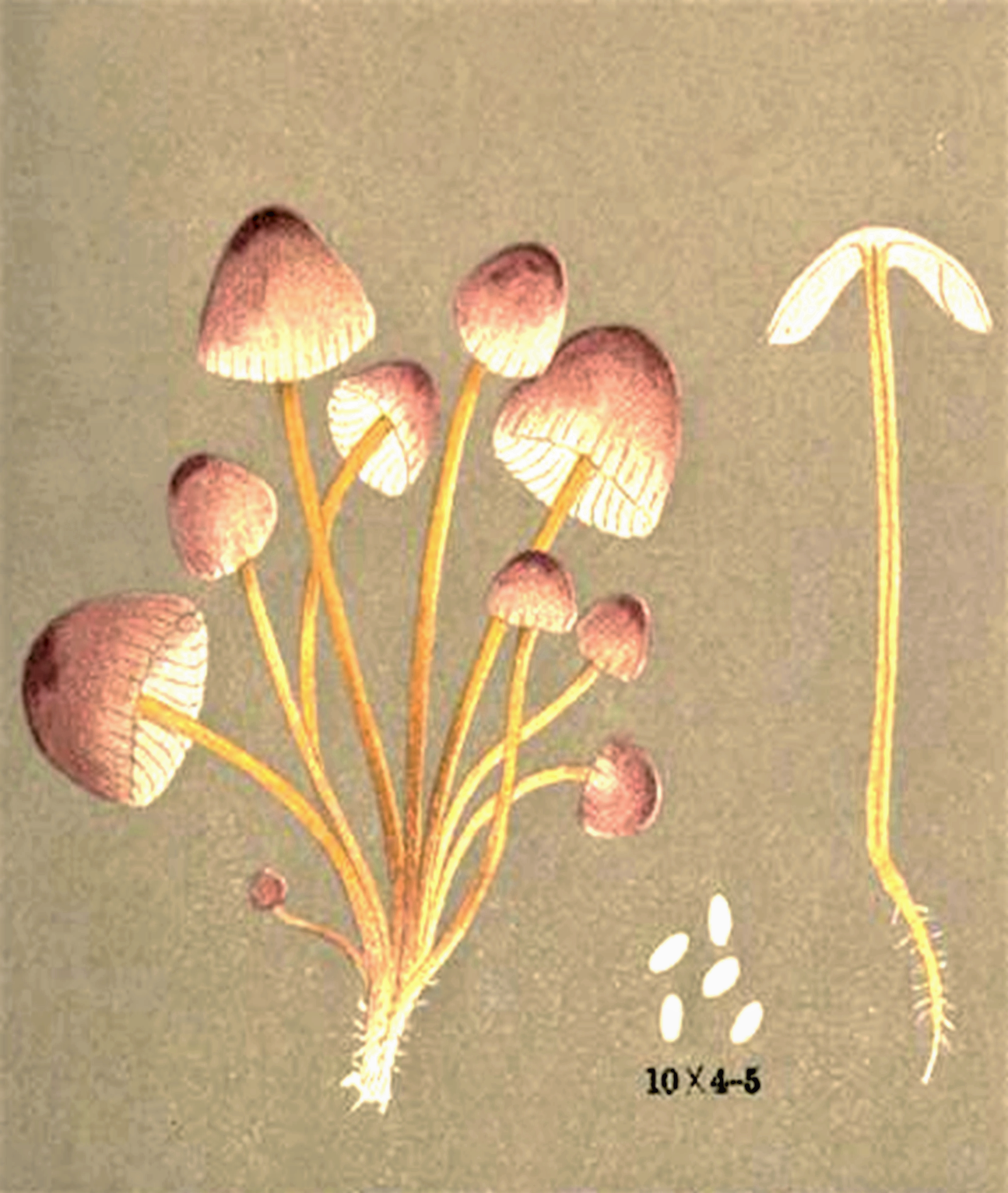
Cooke: Mycena renati

- Pălăria: are un diametru de 1-3 (4) cm, este subțire, higrofană (își schimbă culoarea atunci când pierde sau absoarbă apă), în tinerețe aproape semisferică, apoi conică, adesea cu o cocoașă turtită și la avansarea în vârstă cu marginea din ce în ce mai clar ștanțată grosolan. Cuticula este mată, de la maturitate cu caneluri ondulate radiale, nu prea pronunțate. Coloritul poate fi gri-roz, roz-ocru, roz-brun, până la brun-carneu, cu nuanțe mai închise spre centru. Dezvoltă și forme aproape albicioase cu nuanțe de roz. Prin urmare, nu este prea ușor de determinat.
- Lamelele: sunt groase, destul de distanțate între ele, cu lamele intermediare la margine, bombate, fiind aderente la picior cu un dinte. Coloritul este pentru mult timp albicios, căpătând mai târziu nuanțe rozalii evidente. Muchiile netede sunt de aceiași culoare.
- Piciorul: este în regulă mai lung ca diametrul pălăriei cu o înălțime de 4-6 cm și o grosime de 0,2-0,3 cm, fiind neted, dar în partea de jos uneori slab păros, lucios, uscat, bățos, cilindric, nu rar îndoit, gol pe interior și fără inel. Baza prezintă un fetru miceliar alb. Coloritul este galben-auriu, galben-portocaliu, galben-roșiatic până brun-gălbui și adesea translucid.
- Carnea: albicioasă este foarte subțire și nesubstanțială, în pălărie moale, în picior bățoasă. Nu emită nici un fel de suc. Mirosul este nitros sau de clor, gustul fiind blând cu nuanțe de ridichi.[3][4]
- Caracteristici microscopice: are spori elipsoidali, în formă de sâmbure de măr, netezi și amilozi (ce înseamnă colorabilitatea structurilor tisulare folosind reactivi de iod), hialini (translucizi), cu o picătură centrală și o mărime de 8-10 x 5-6 microni. Pulberea lor este albă. Basidiile cu 4 sterigme sunt în formă de măciucă. Cheilocistidele (cistide de pe muchia lamelor) sunt fusiforme, rareori în formă de sticlă sau clavate. Hifele prezintă depășiri evident îngroșate.[9]
- Reacții chimice: nu sunt cunoscute.[3][4]

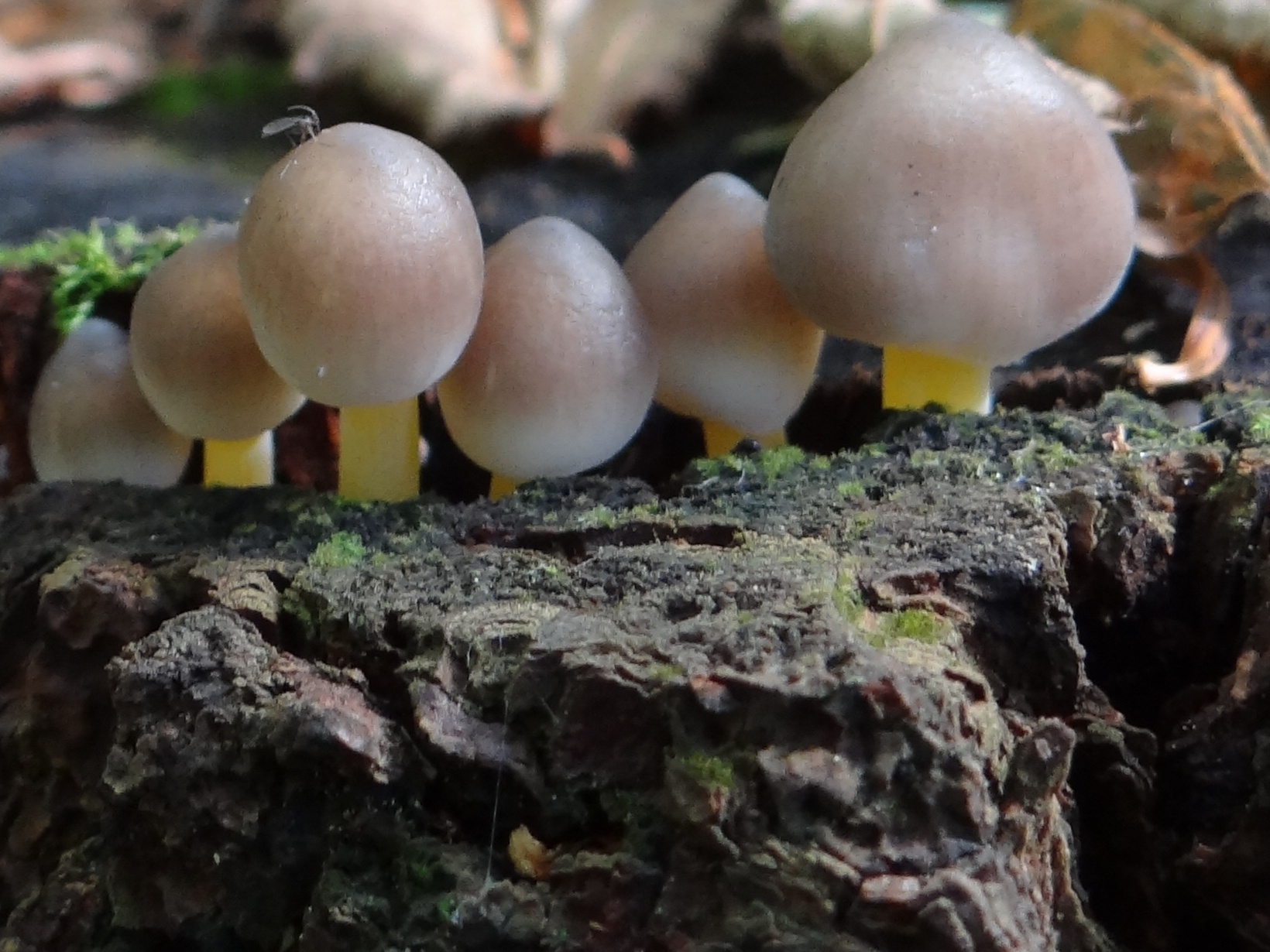
M. renati tinere
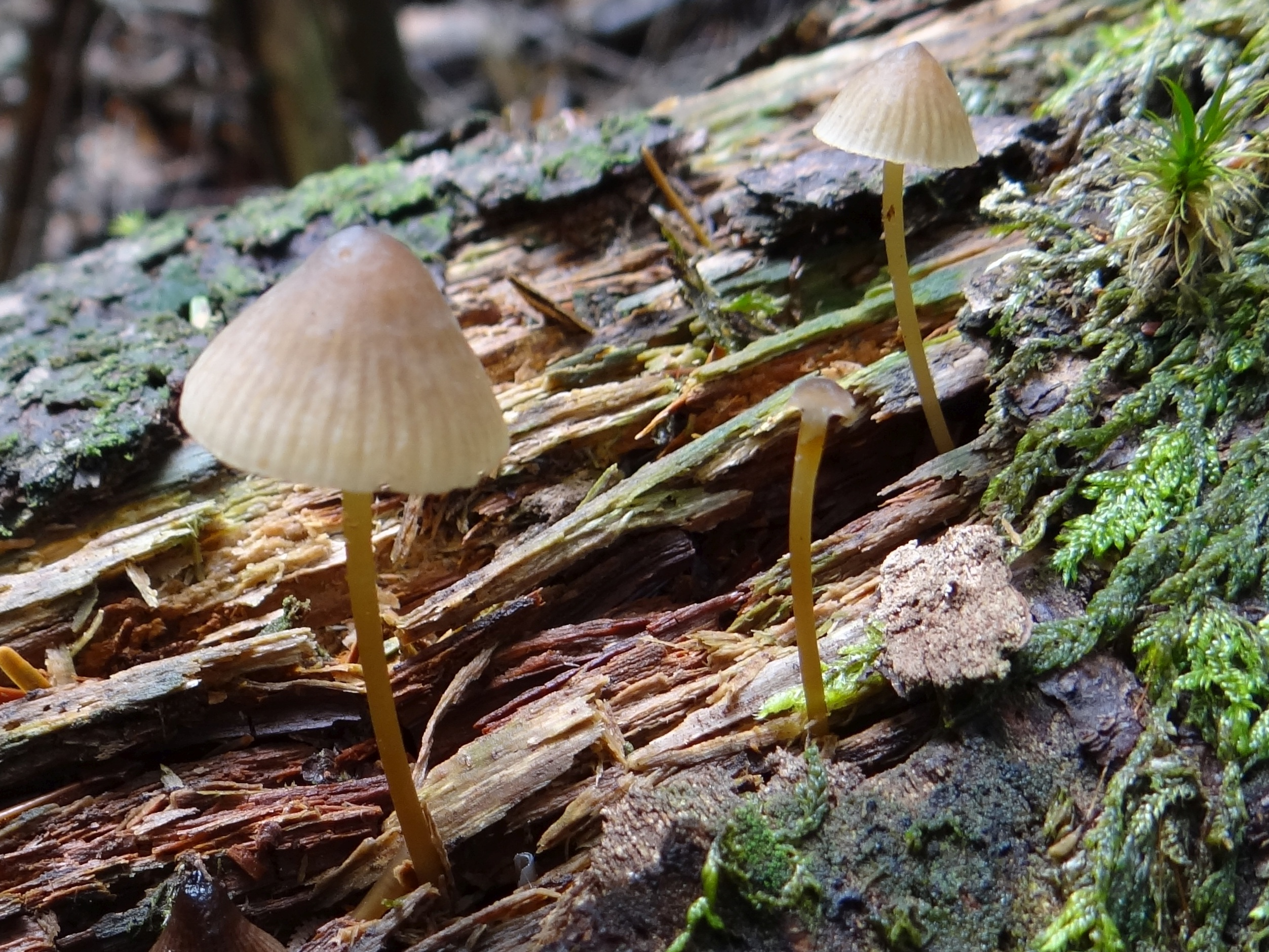
M. renati mature
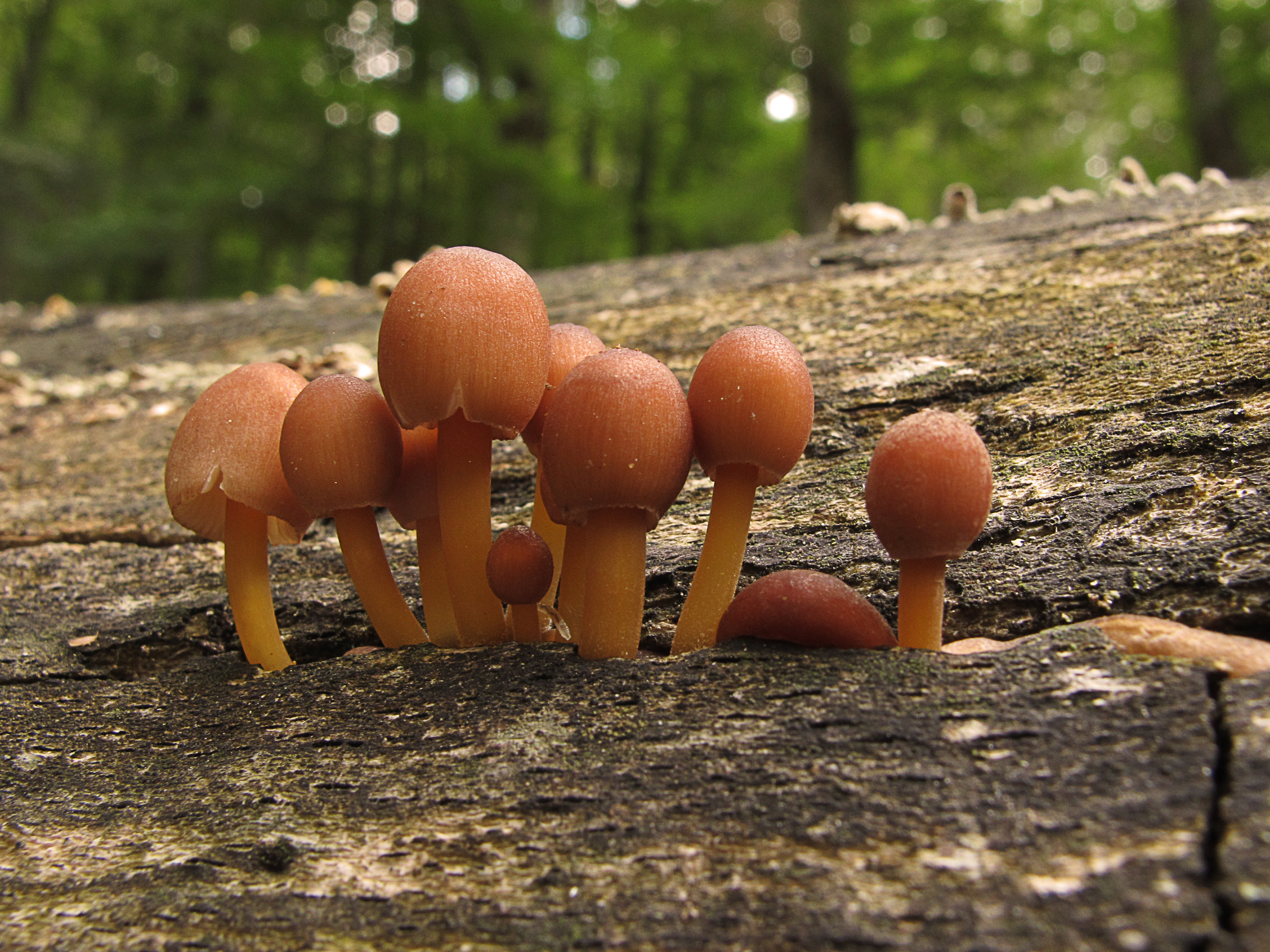
M. renati roșiatice
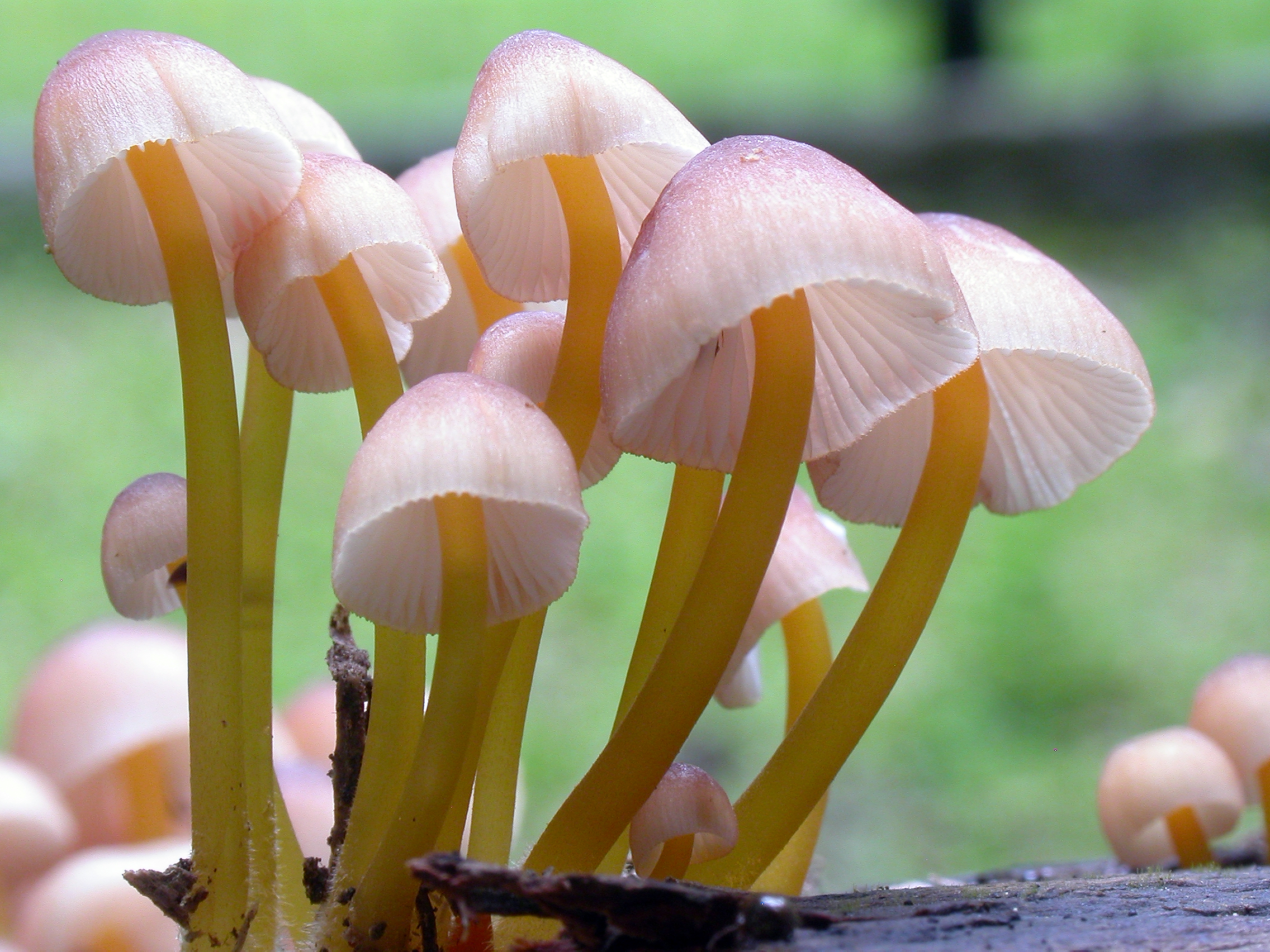
M. renati, formă albicioasă

## Confuzii
Calota frumoasă poate fi confundată cu surata ei Mycena galericulata (miros de pepene, gust făinos) precum cu alte specii ale genului, cu toate necomestibile, astfel de exemplu: Mycena abramsii sin. Mycena praecox, Mycena aetites, Mycena cinerella, Mycena diosma  Mycena epipterygia, Mycena erubescens (amară, lapte alb), Mycena galopus (miros de ridichi, lapte alb), Mycena haematopus (lapte roșu), Mycena inclinata (crește în mănuchiuri, miros rânced), Mycena latifolia,Mycena leucogala (neagră, lapte alb) Mycena maculata, Mycena polygramma, Mycena rosea, Mycena sanguinolenta (suc brun-roșiatic) sau Mycena vitilis.

## Ciuperci asemănătoare în imagini

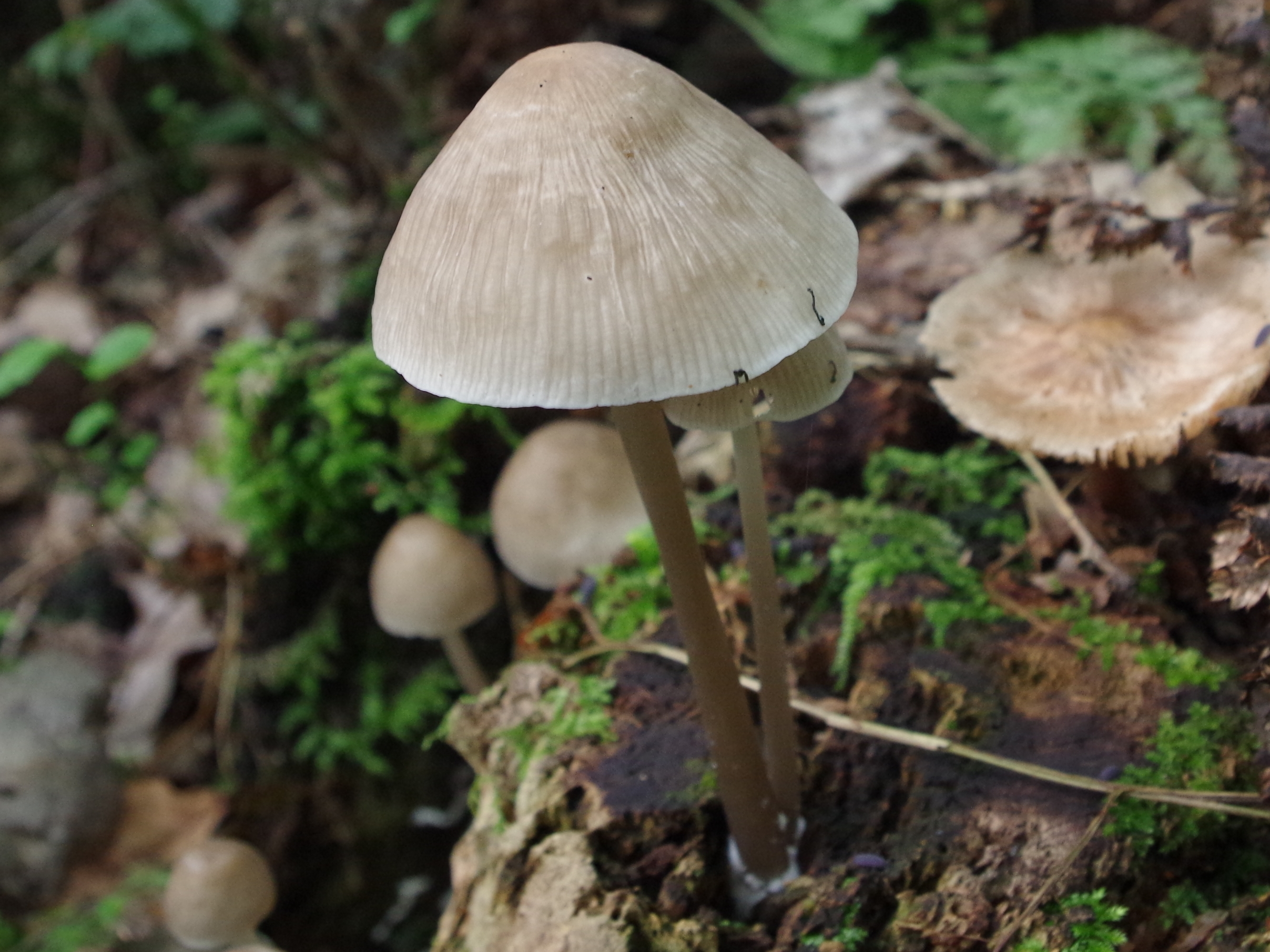
Mycena abramsii sin. Mycena praecox
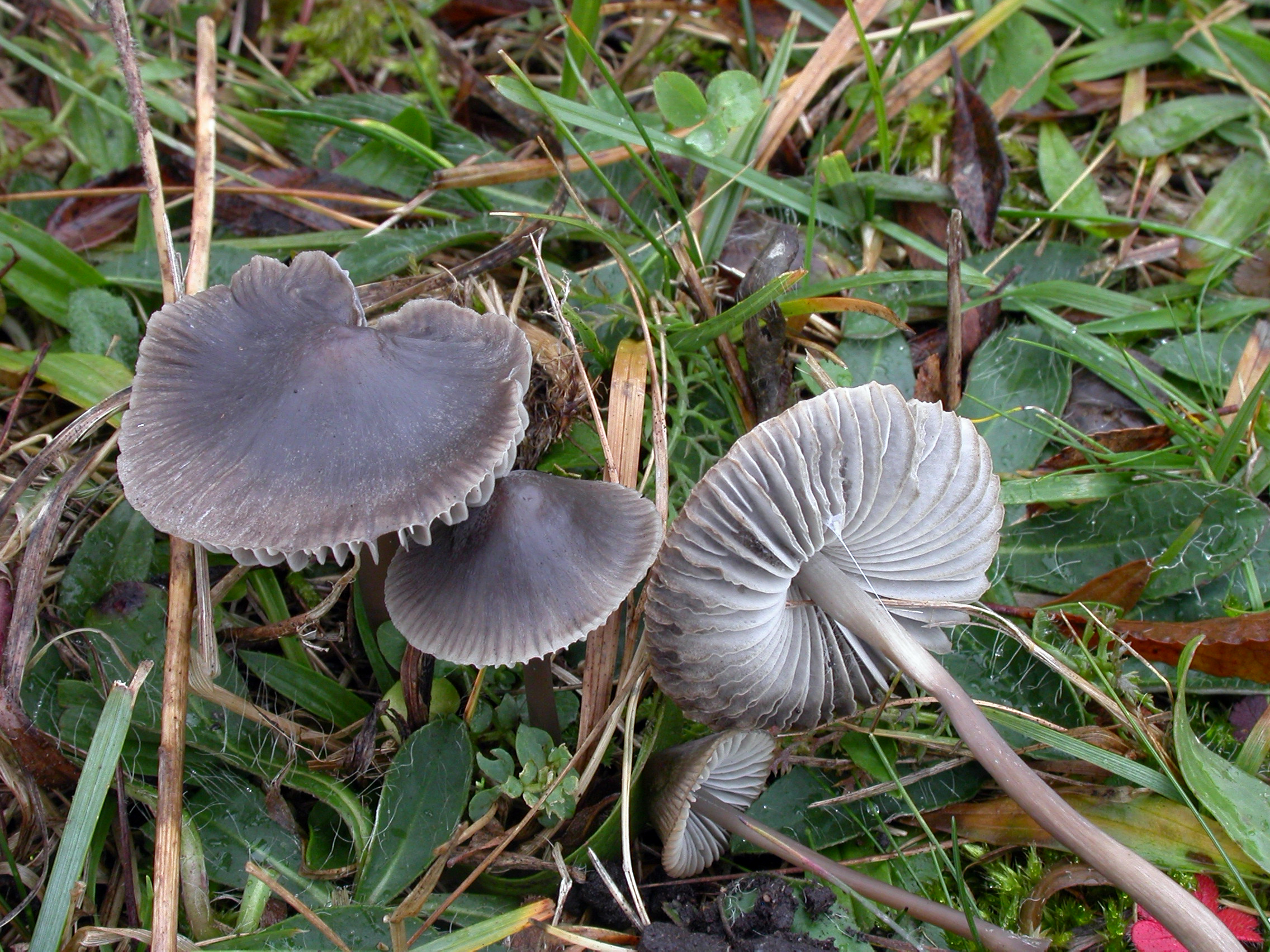
Mycena aetites
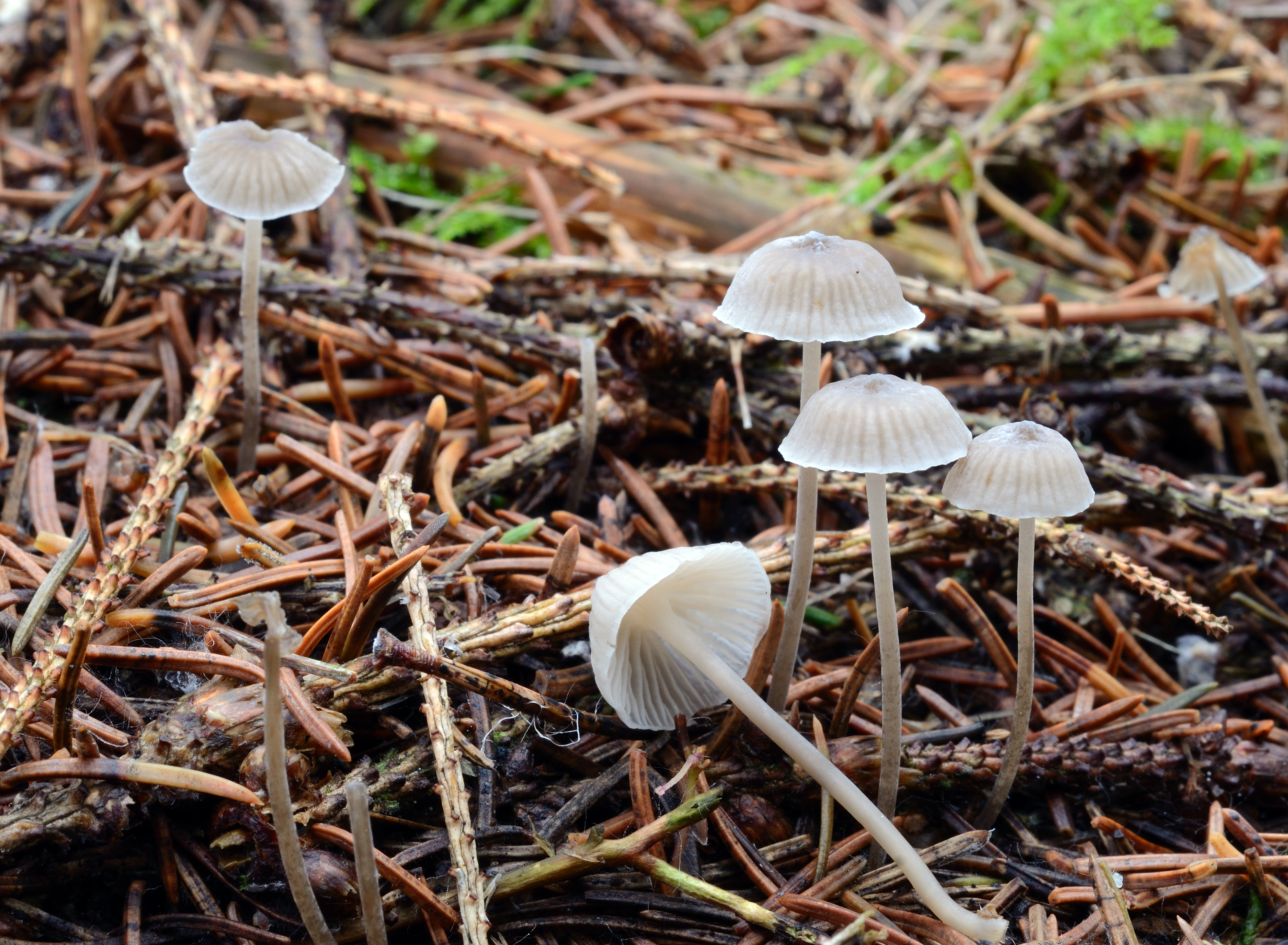
Mycena cinerella
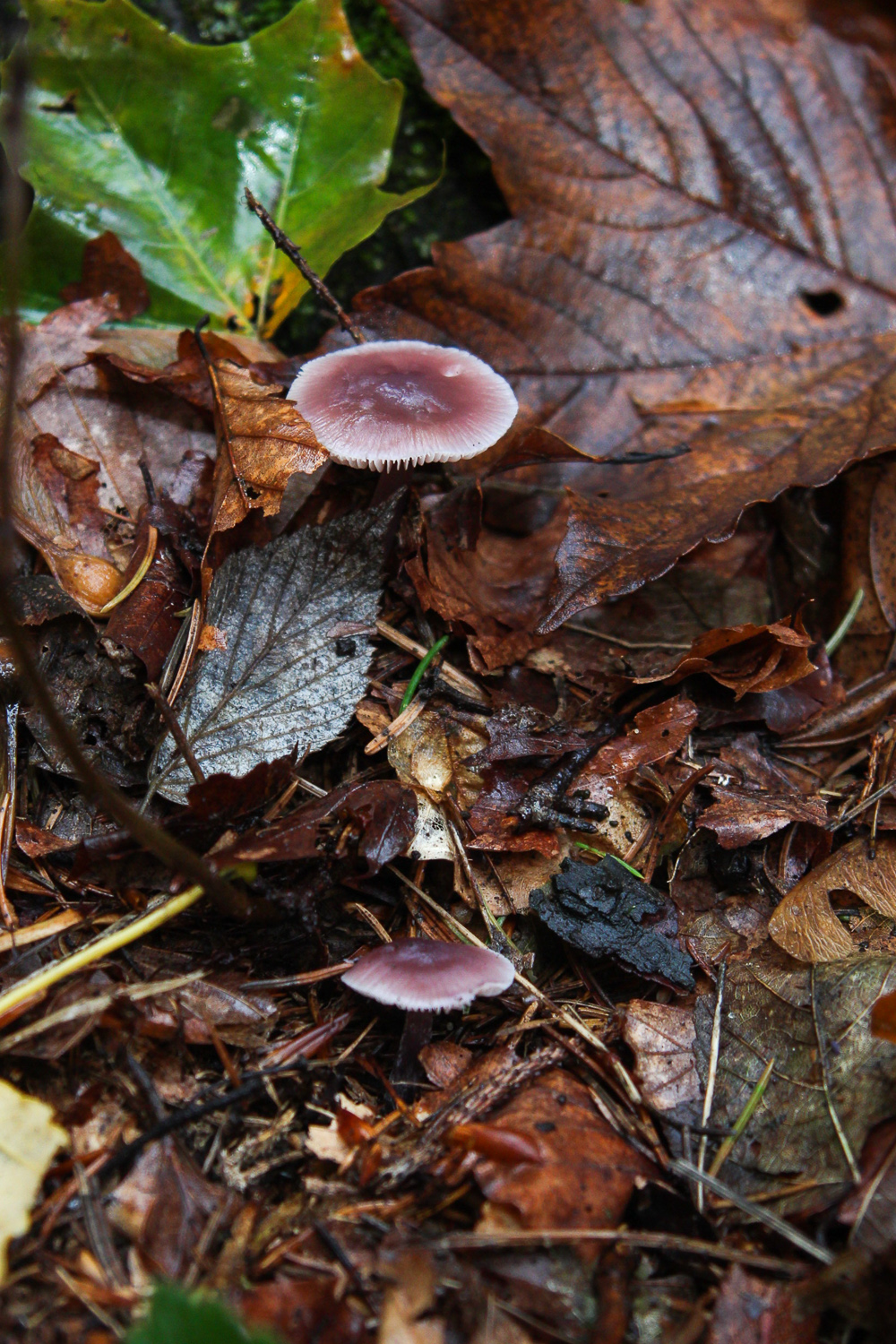
Mycena diosma
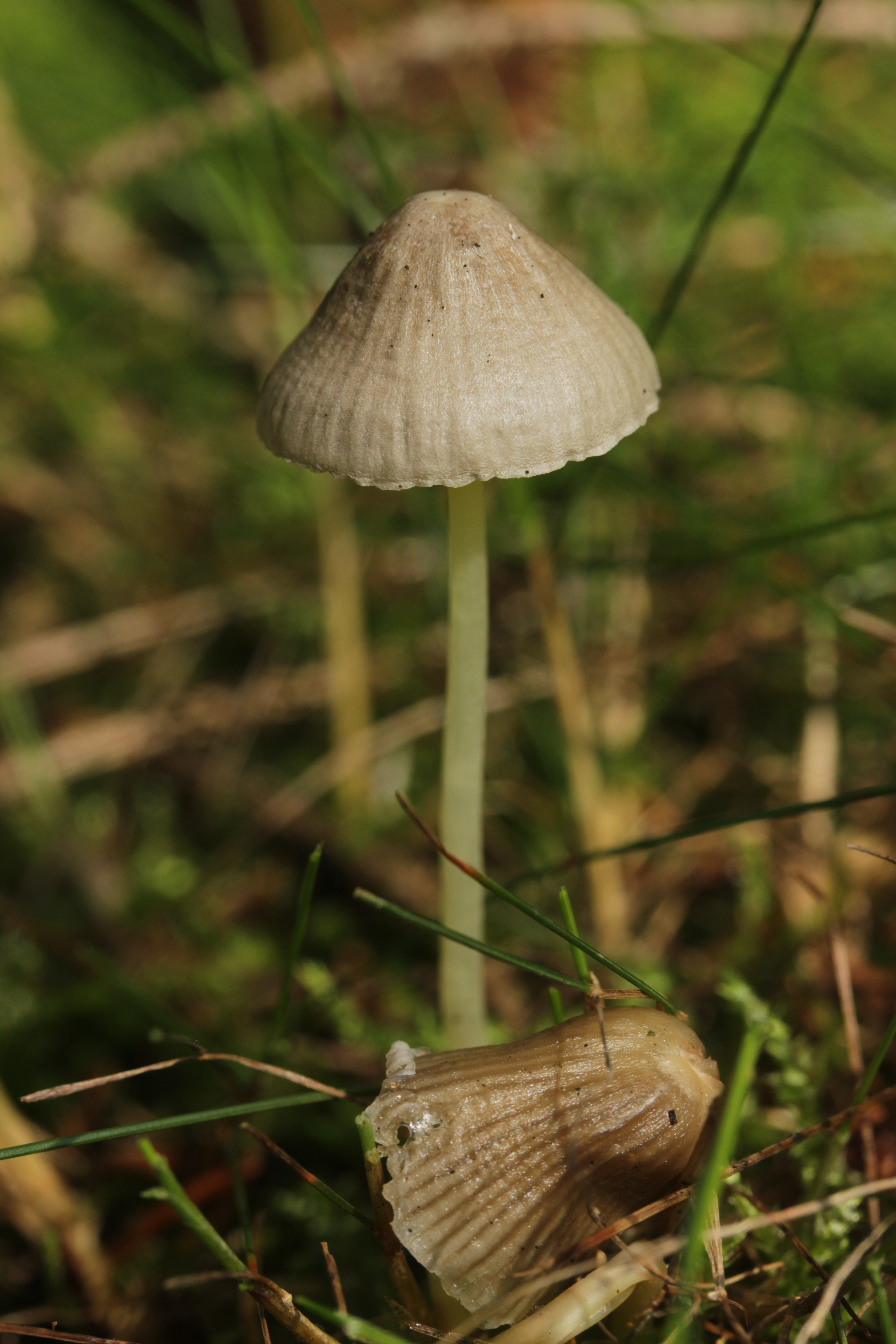
Mycena epipterygia
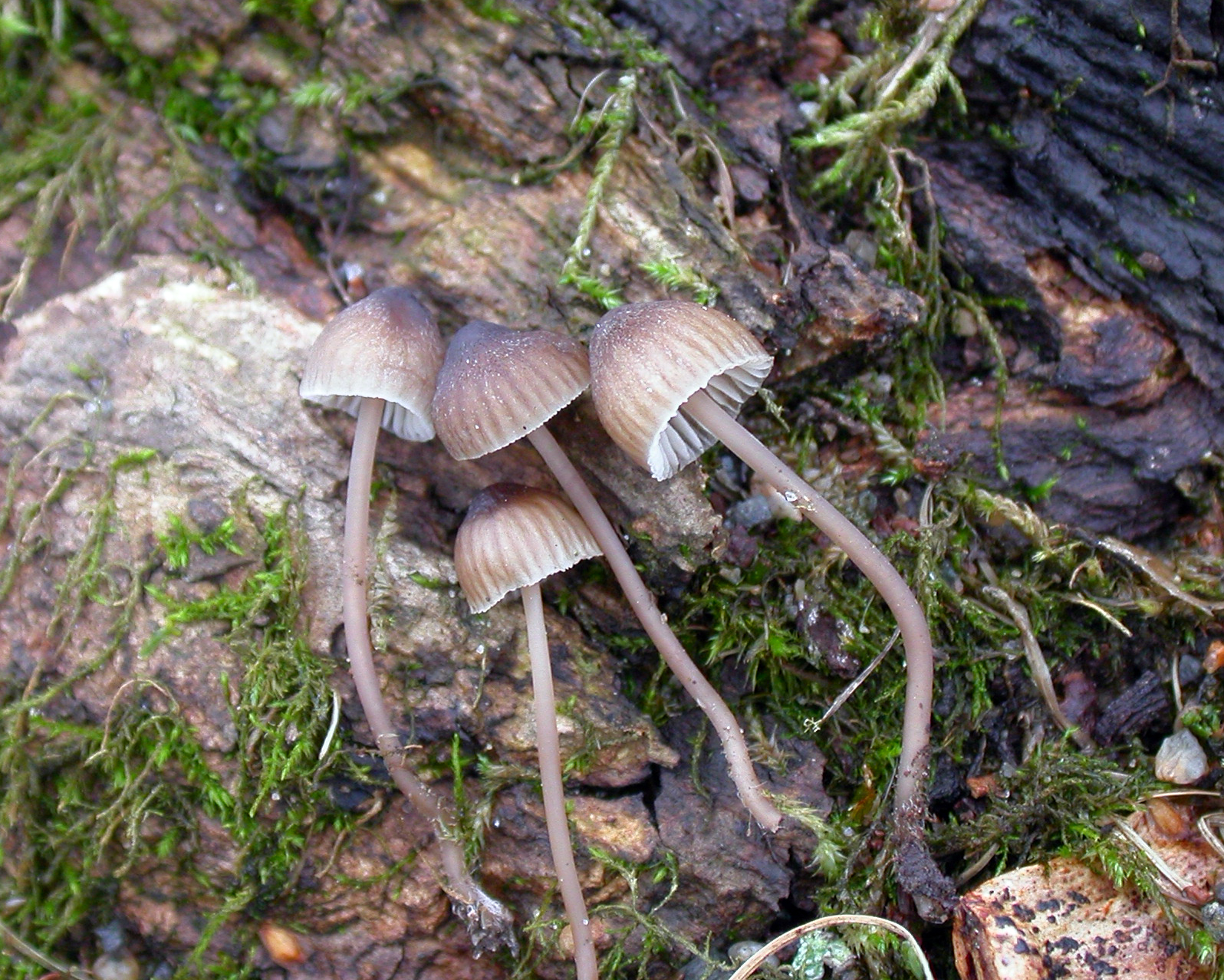
Mycena erubescens
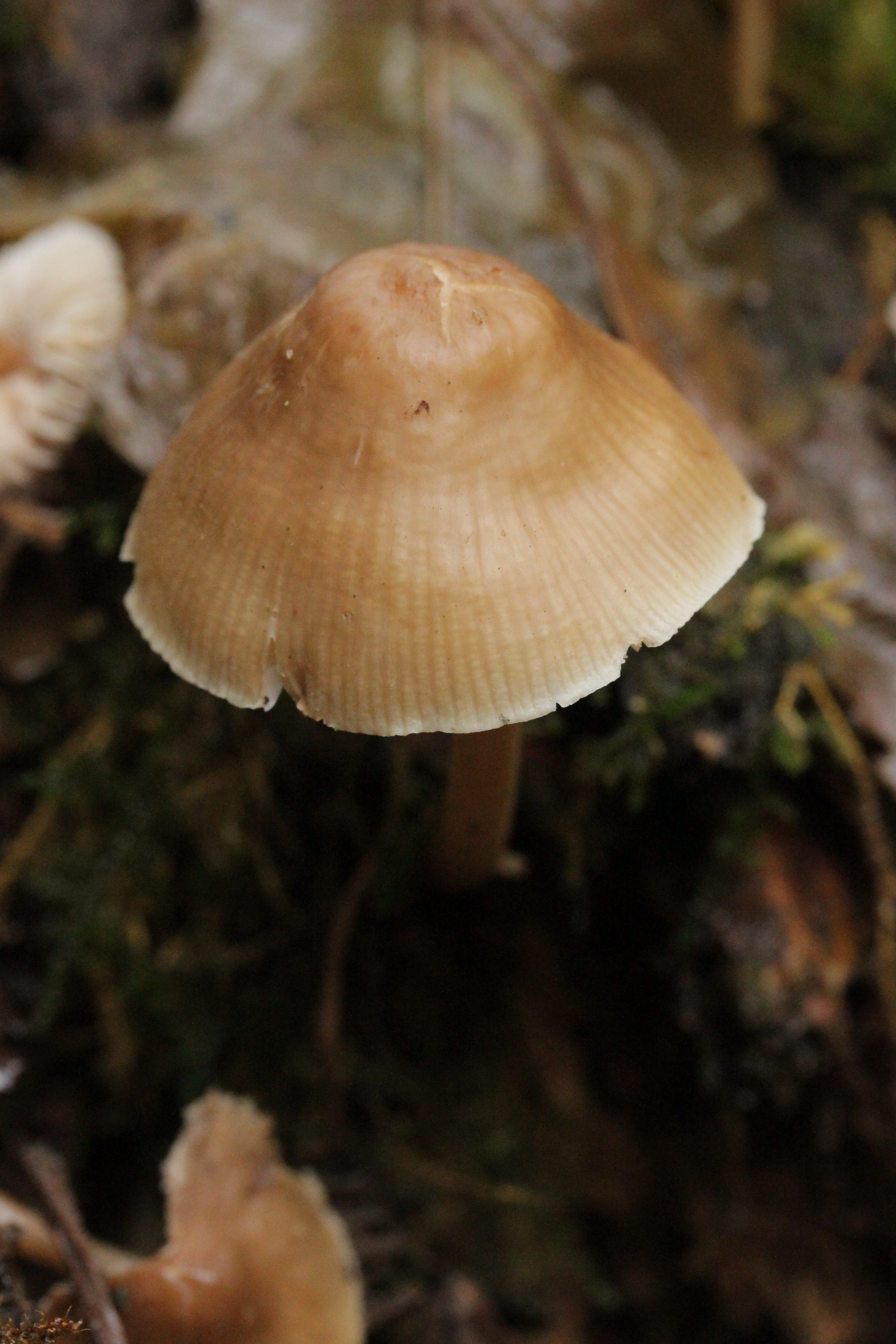
Mycena galericulata
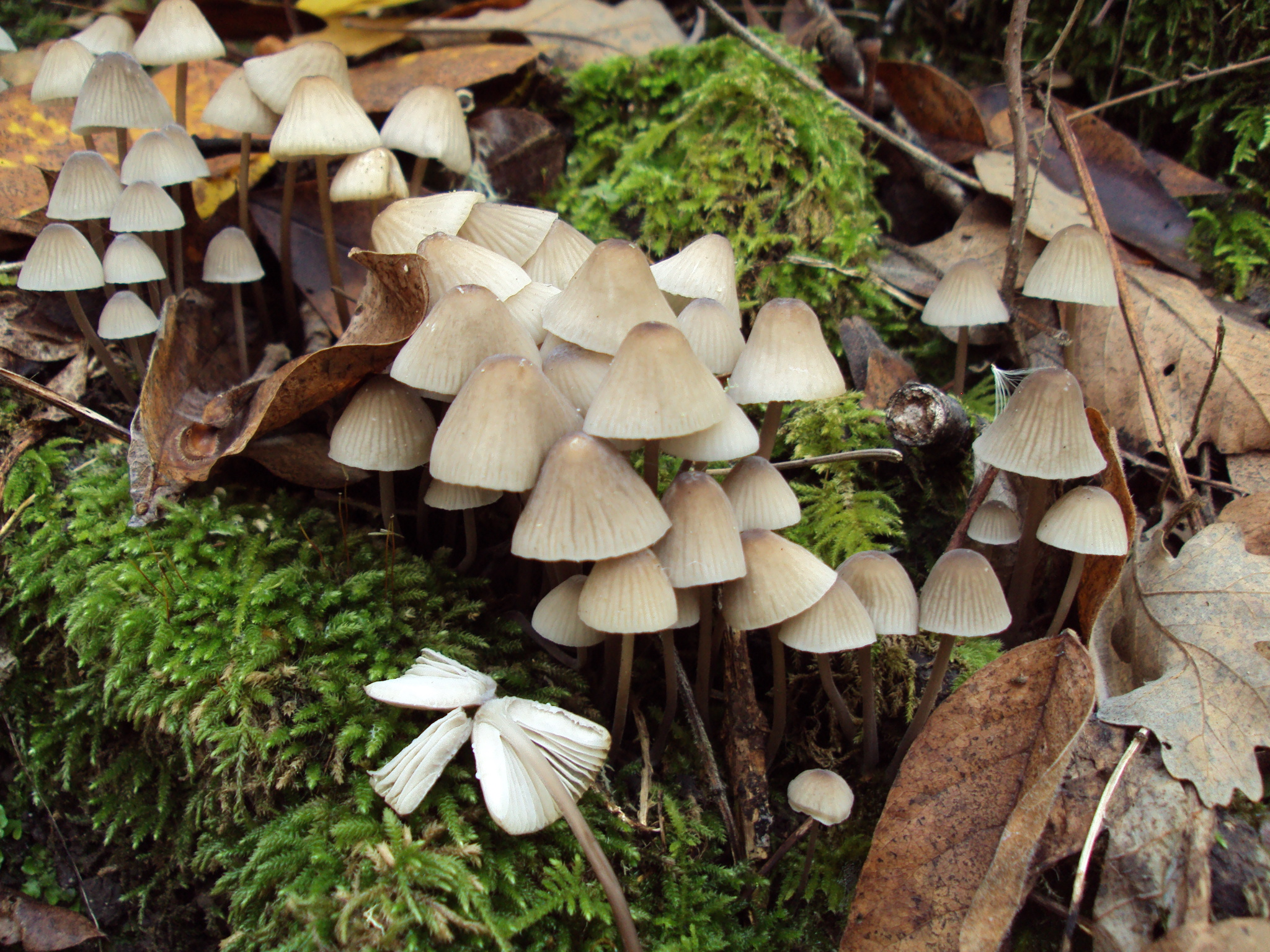
Mycena galopus
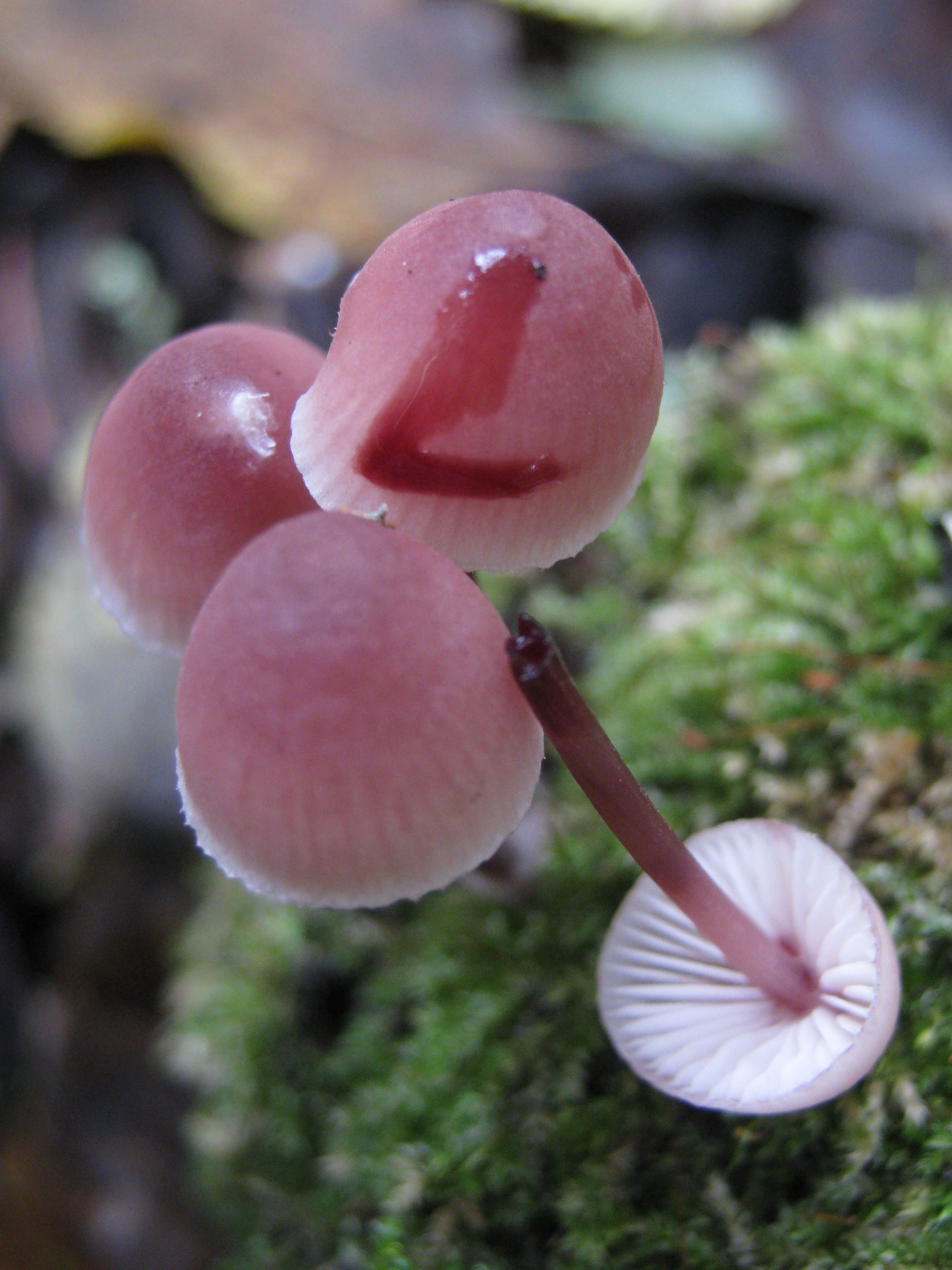
Mycena haematopus

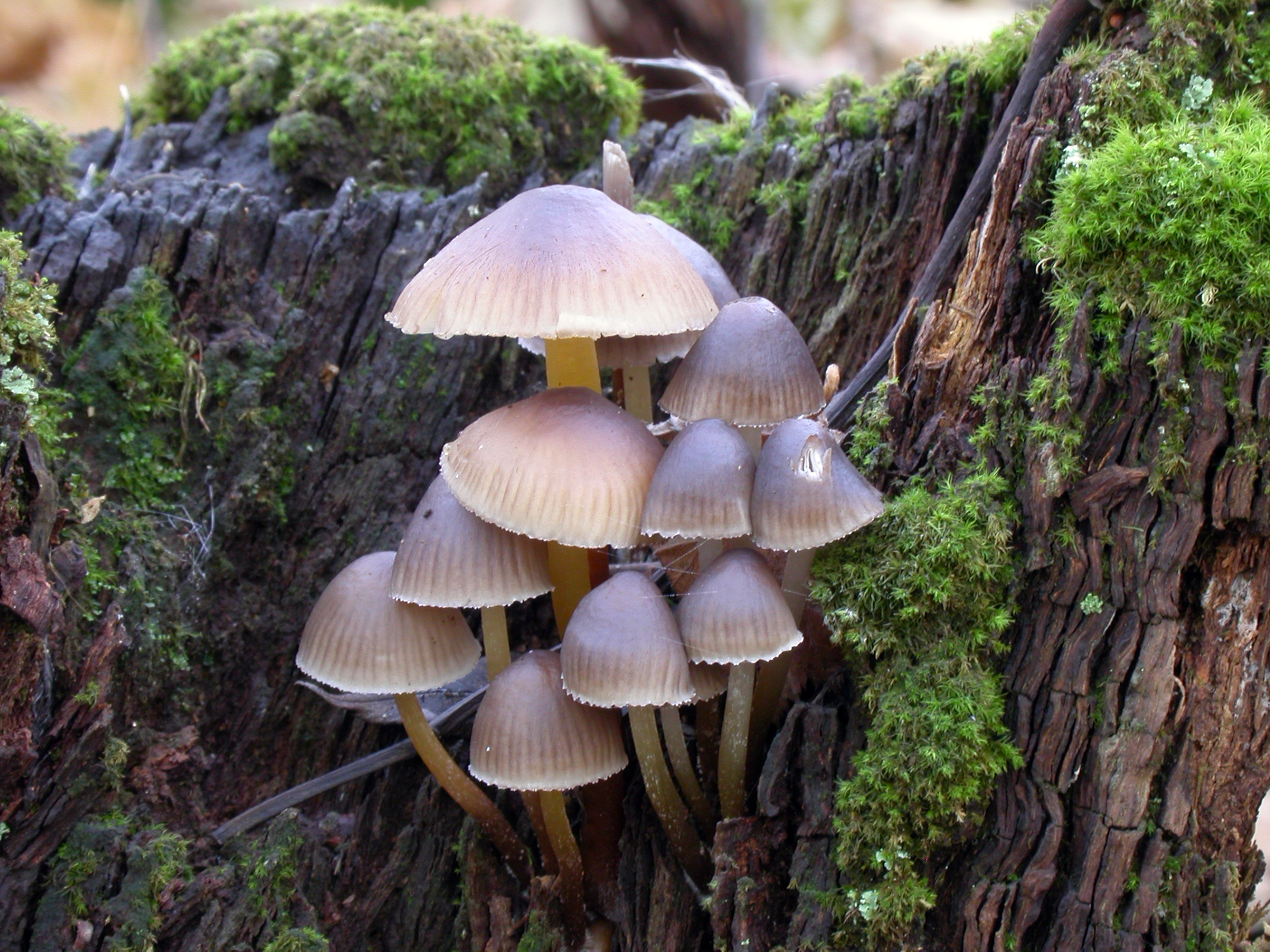
Mycena inclinata
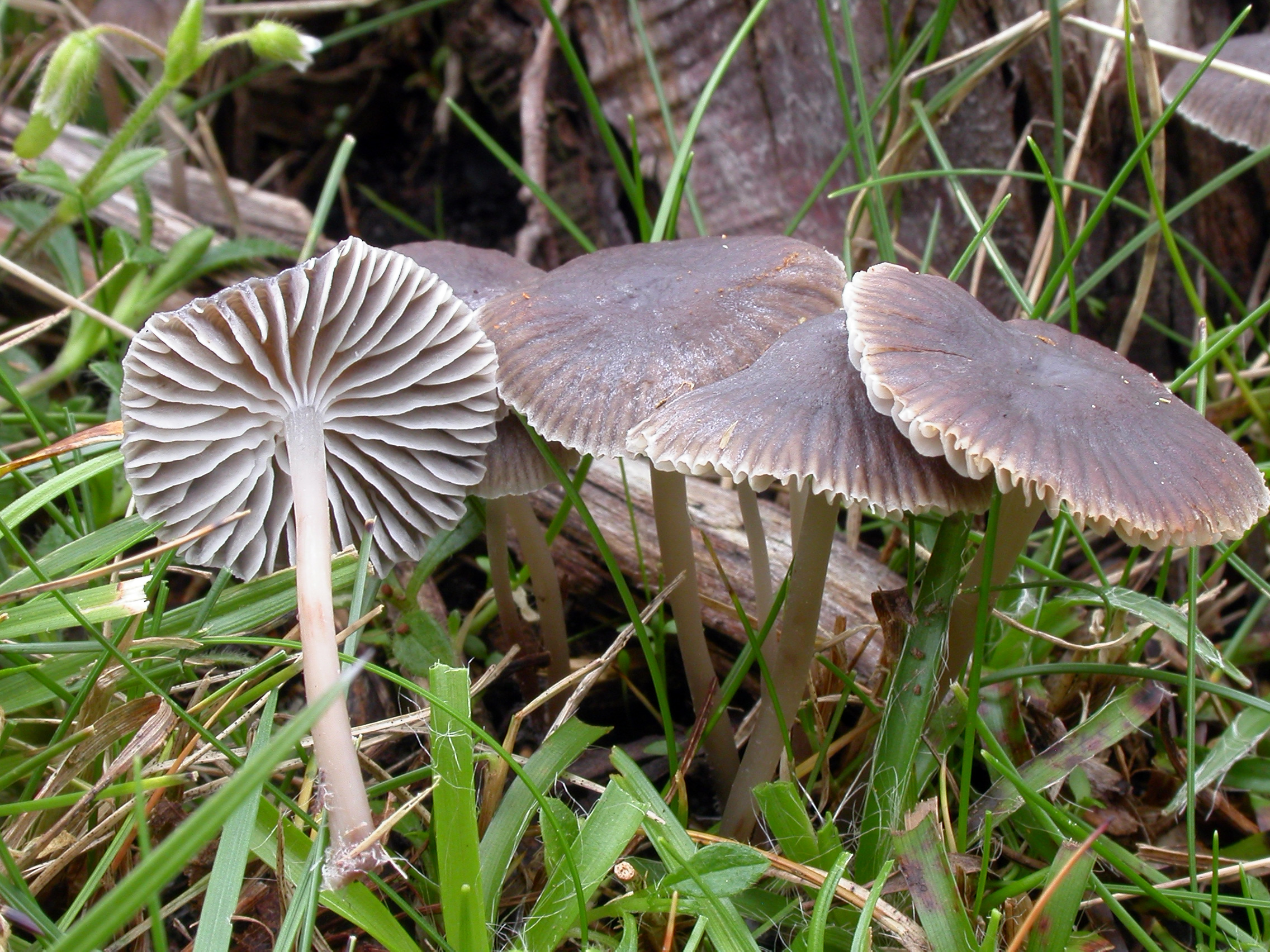
Mycena latifolia
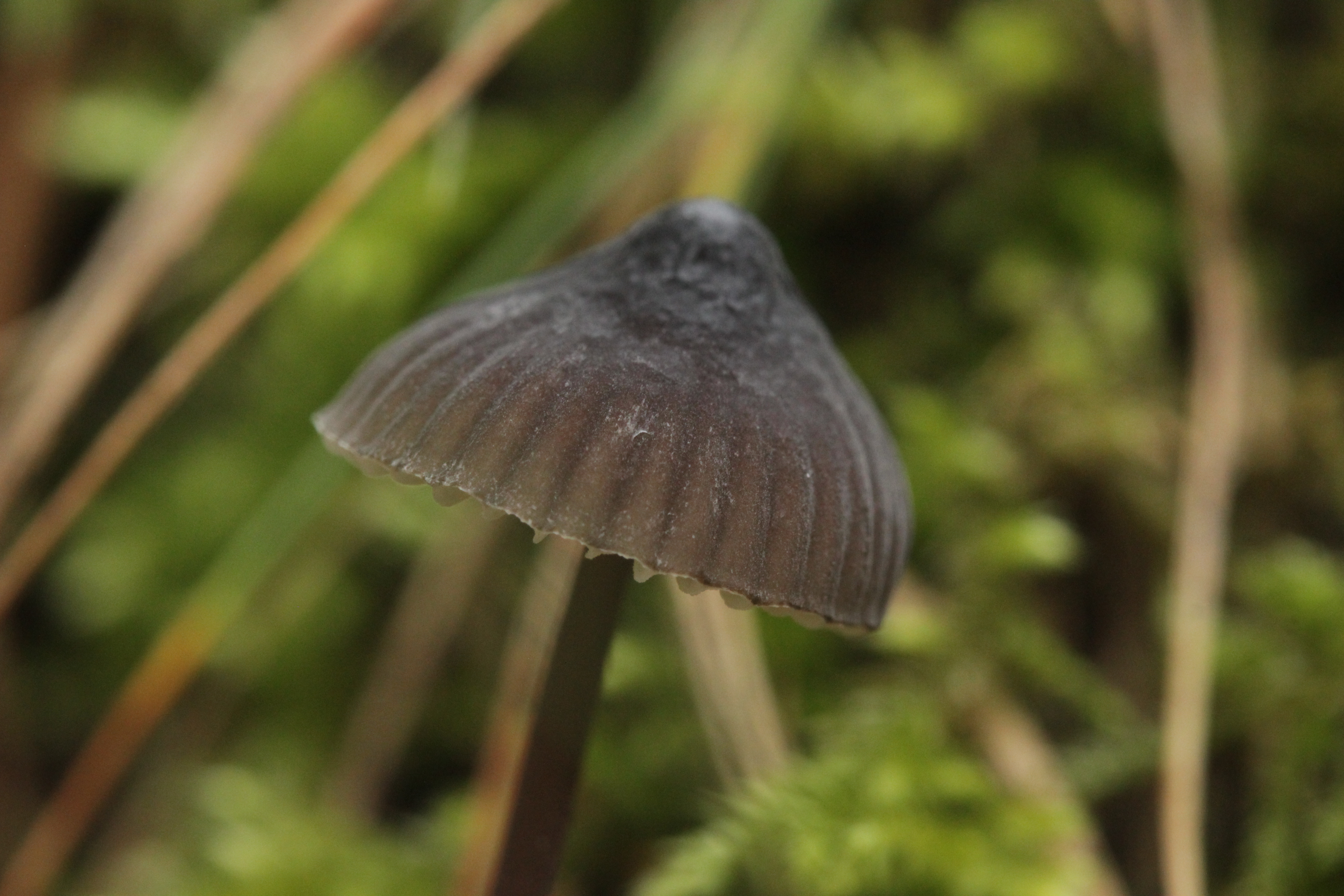
Mycena leucogala
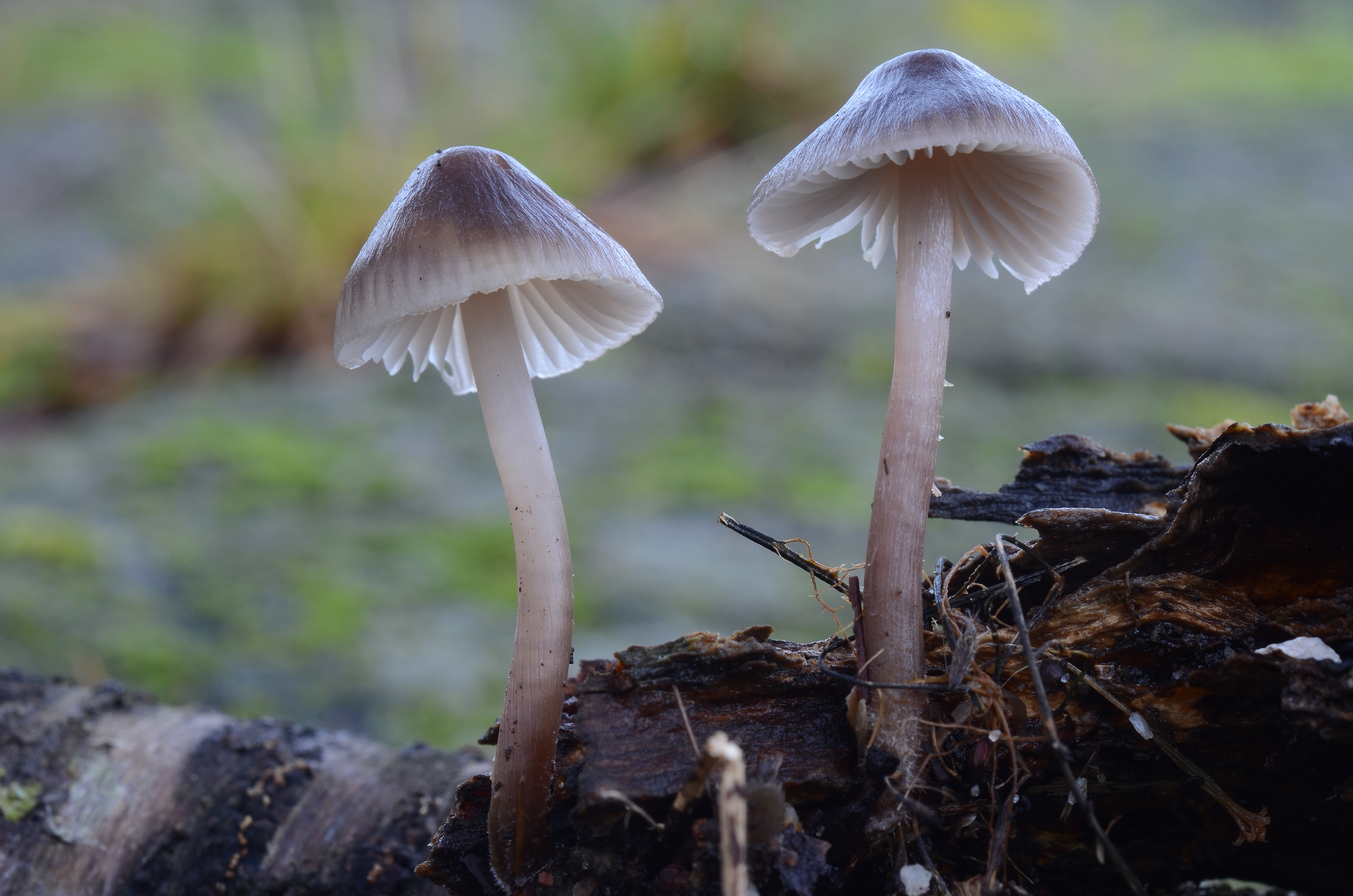
Mycena maculata
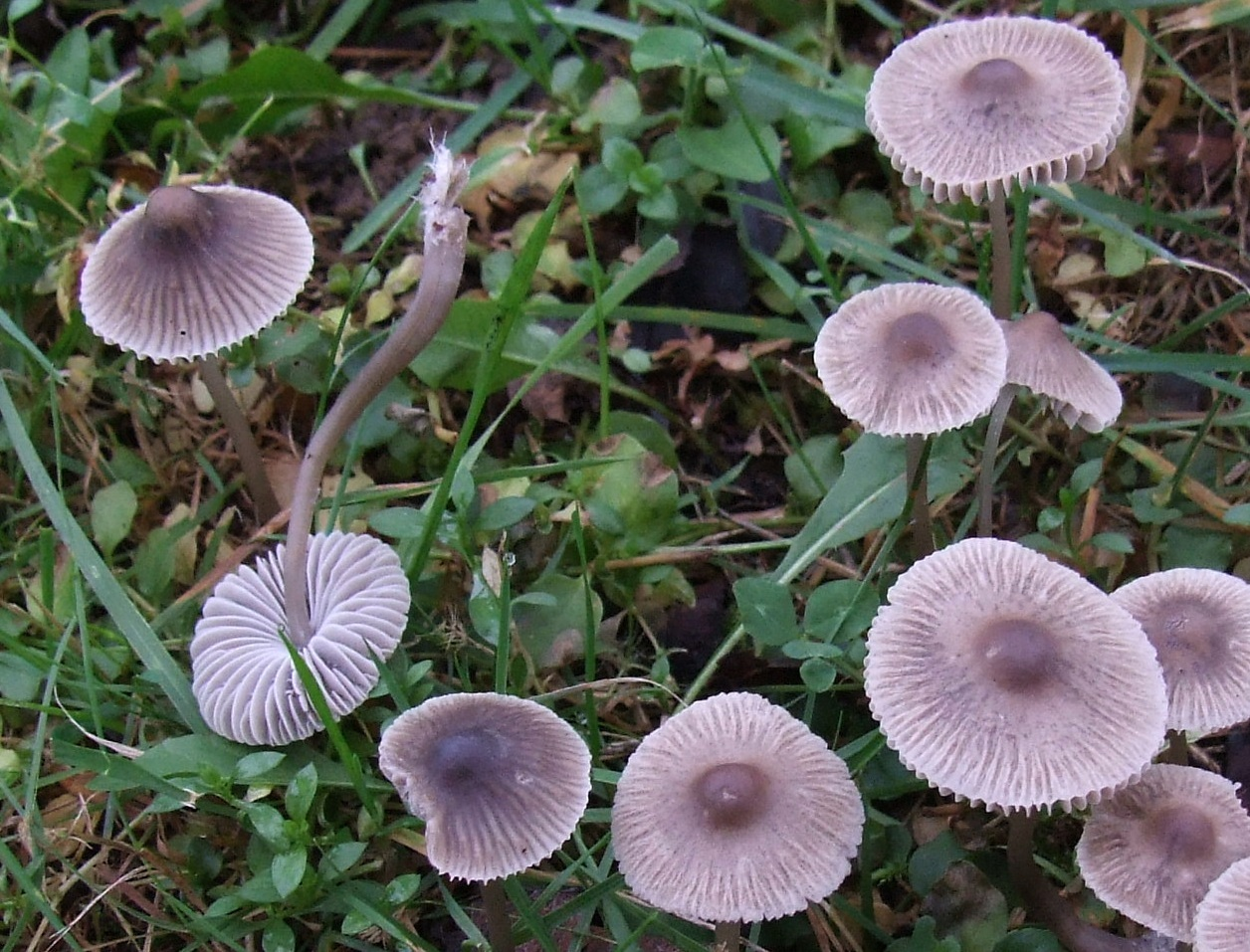
Mycena polygramma
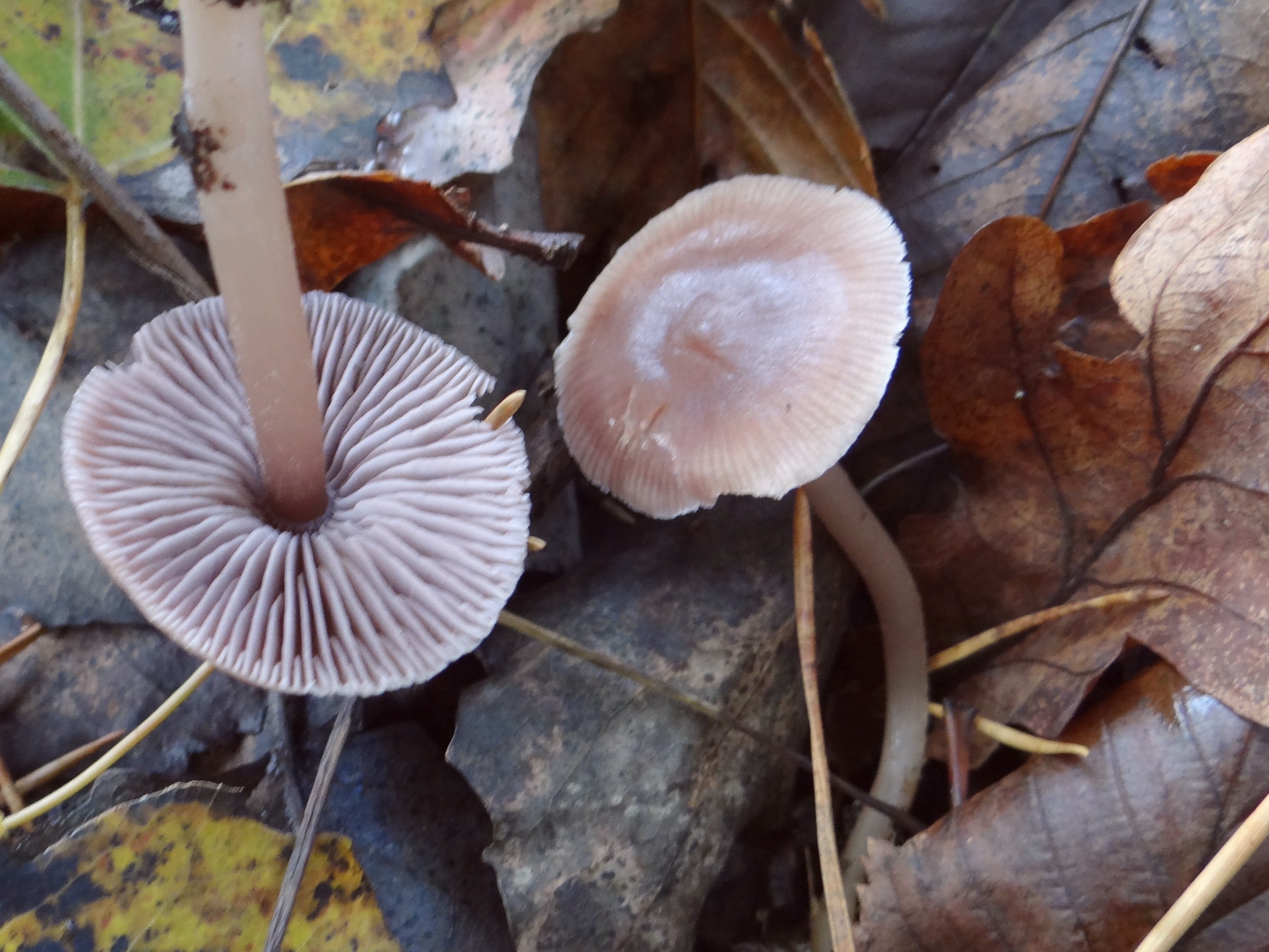
Mycena rosea
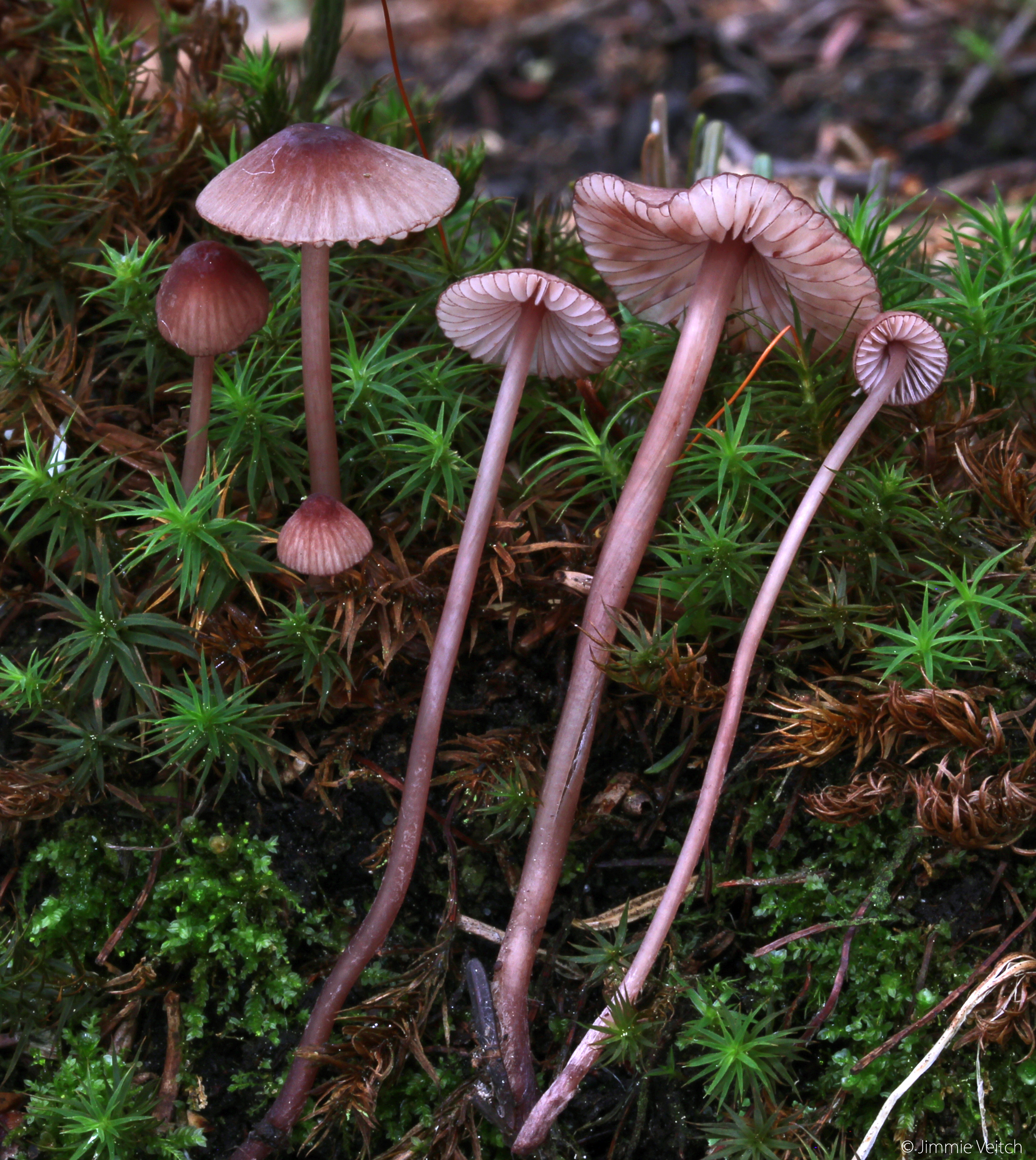
Mycena sanguinolenta
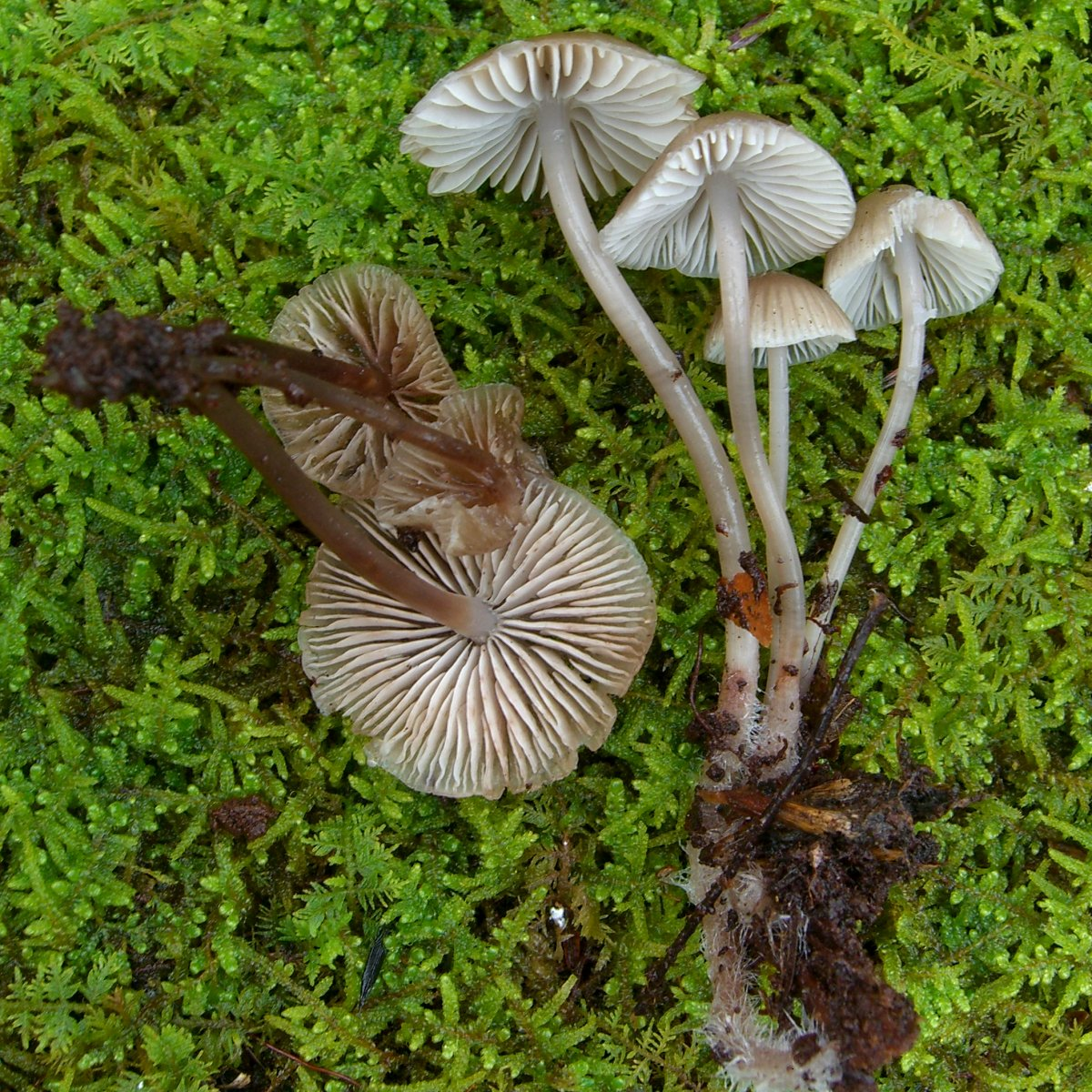
Mycena vitilis

## Valorificare
Pe de o parte, calota frumoasă s-ar dezintegra datorită gingășiei și micimii ei în timpul transportului, pe de alta nu este de miros plăcut și savoare convingătoare. De acea nu se potrivește pentru bucătărie.
Dar ciuperca are un folos datorită abilitații de a descompune lemnul mort al buturugilor și buștenilor căzuți pe pământ, permițând și ea o sursă de biodiversitate. Fără lemnul mort în descompunere pădurile naturale ar fi foarte fragile, fiind afectat echilibrul ecologic, pădurile ar fi slabe în biodiversitate si foarte inadecvate.